# 오오카와 겐키
오오카와 겐키(大河元気, 1987년 8월 26일 ~ )는 일본의 배우, 일본의 성우이다.
가마고리시에서 태어났다.

## 영화
- 가칭코 - 싸움의 달인 (2010년)
- 패닉 4 룸즈 (2009년)
- 비트락☆러브 (2009년)
- 카페 다이칸야마 3 (2009년)
- 신랑은 18세 (2009년)
- 카페 다이칸야마 - 스위트 보이즈 (2008년)
- 카페 다이칸야마 2 - 꿈을 향해 (2008년)

## 방송
- 지박소년 하나코 군 (2020년)